# Spagna
Spagna, właśc. Ivana Spagna (ur. 16 grudnia 1954 w Valeggio sul Mincio, prowincja Werona we Włoszech) – włoska piosenkarka italo disco, muzyki pop i disco, w latach osiemdziesiątych nazywana „królową italo disco” za sprawą  swoich największych przebojów - „Easy Lady” (1986) i „Call Me” (1987).

## Kariera
Jej kariera muzyczna rozpoczęła się w połowie lat 80. we Francji wraz z piosenką „Easy Lady”, która szybko trafiła na listy przebojów w całej Europie, a singiel sprzedano w ilości blisko 3 mln egzemplarzy. W 1994 roku, Spagna zaśpiewała „Il cerchio della vita” (Circle of Life), włoską wersję kompozycji Eltona Johna, do ścieżki dźwiękowej filmu animowanego ze studia Walta Disneya Król lew. W 1995 roku wystąpiła na Festiwalu Piosenki Włoskiej w San Remo z utworem “Gente come noi”, z którym znalazła się na trzecim miejscu. Jednocześnie wydała płytę Siamo in due, która sprzedała się w ilości 450 tys. egzemplarzy. W 2001 zaangażowała się we włoski projekt La nostra canzone (Nasza piosenka) z 40-osobową orkiestrą pod batutą Giuseppe'a Vessicchio, była wykonawczynią takich historycznych utworów jak „Teorema”, „Quella carezza della sera” czy „La donna cannone”.
W 2005 roku, po czterech latach milczenia, Spagna powróciła z solowym albumem Diario di Bordo. Na okładce płyty pojawił się obraz jej autorstwa.
W 2006 świętowała 20-lecie swojej kariery; w lutym brała udział w Festiwalu Piosenki Włoskiej w San Remo z piosenką „Noi non possiamo cambiare” (Nie możemy zmienić), a w maju zajęła trzecie miejsce we włoskim programie telewizyjnym reality Music Farm. 8 marca 2011 roku opublikowała swoją autobiografię Briciola - Storia di un abbandono, napisaną w całości przez siebie. W 2012 nagrała angielskojęzyczny album Four m.in. z takimi artystami jak Eumir Deodato, Dominic Miller i Lou Marini.

## Dyskografia

### Albumy
| Rok  | Tytuł                                      |
| ---- | ------------------------------------------ |
| 1987 | Dedicated to the Moon                      |
| 1988 | You Are My Energy                          |
| 1991 | No Way Out                                 |
| 1993 | Greatest Hits                              |
| 1993 | Matter of Time                             |
| 1995 | Siamo In Due                               |
| 1996 | Lupi Solitari                              |
| 1997 | Indivisibili                               |
| 1998 | E che mai sarà: le mie più belle canzoni   |
| 2000 | Domani                                     |
| 2001 | La nostra canzone                          |
| 2002 | Woman                                      |
| 2004 | L’arte di arrangiarsi                      |
| 2005 | Diario Di Bordo                            |
| 2006 | Diario di bordo - Voglio sdraiarmi al sole |
| 2009 | Lola&Angiolina project (z Loredaną Bertè)  |
| 2009 | Il cerchio della vita                      |
| 2010 | Buon Natale                                |
| 2012 | Four                                       |

### Single
| Rok  | Tytuł                                     |
| ---- | ----------------------------------------- |
| 1971 | „Mamy Blue”                               |
| 1972 | „Ari Ari”                                 |
| 1986 | „Easy Lady”                               |
| 1987 | „Call Me”                                 |
| 1987 | „Dance Dance Dance”                       |
| 1987 | „Dedicated to the Moon”                   |
| 1987 | „Sarah”                                   |
| 1988 | „Every Girl and Boy”                      |
| 1988 | „I Wanna Be Your Wife”                    |
| 1989 | „This Generation”                         |
| 1991 | „Only Words”                              |
| 1991 | „Love at First Sight”                     |
| 1992 | „No Way Out”                              |
| 1993 | „I Always Dream About You”                |
| 1993 | „Why Me”                                  |
| 1994 | „Lady Madonna”                            |
| 1994 | „Il Cerchio Della Vita”                   |
| 1994 | „Circle of life (euro pop dance version)” |
| 1995 | „Come Il Cielo”                           |
| 1995 | „Gente Come Noi”                          |
| 1996 | „E io penso a te”                         |
| 1996 | „Ci Sarò”                                 |
| 1997 | „Indivisibili”                            |
| 1998 | „E Che Mai Sarà”                          |
| 1998 | „Il Bello Della Vita”                     |
| 1998 | „So volare”                               |
| 2000 | „Con il tuo nome”                         |
| 2000 | „Mi Amor”                                 |
| 2001 | „Quella Carezza Della Sera”               |
| 2001 | „Eloise”                                  |
| 2002 | „Never Say You Love Me”                   |
| 2003 | „Do It With Style”                        |
| 2004 | „Easy Lady 2004” (Ice & Cream / Spagna)   |
| 2006 | „Noi non possiamo cambiare”               |
| 2008 | Musica e parole (z Loredaną Bertè)        |
| 2008 | „Dancing on the beach” (z Robbem Cole)    |
| 2009 | „Easy lady 2009 Remake”                   |
| 2010 | „Call Me 2010 Remake”                     |
| 2014 | „The magic of love”                       |
| 2015 | „Baby Don't Go”                           |
| 2015 | „Straight to hell”                        |
| 2016 | „D.A.N.C.E.”                              |